# 且林士果

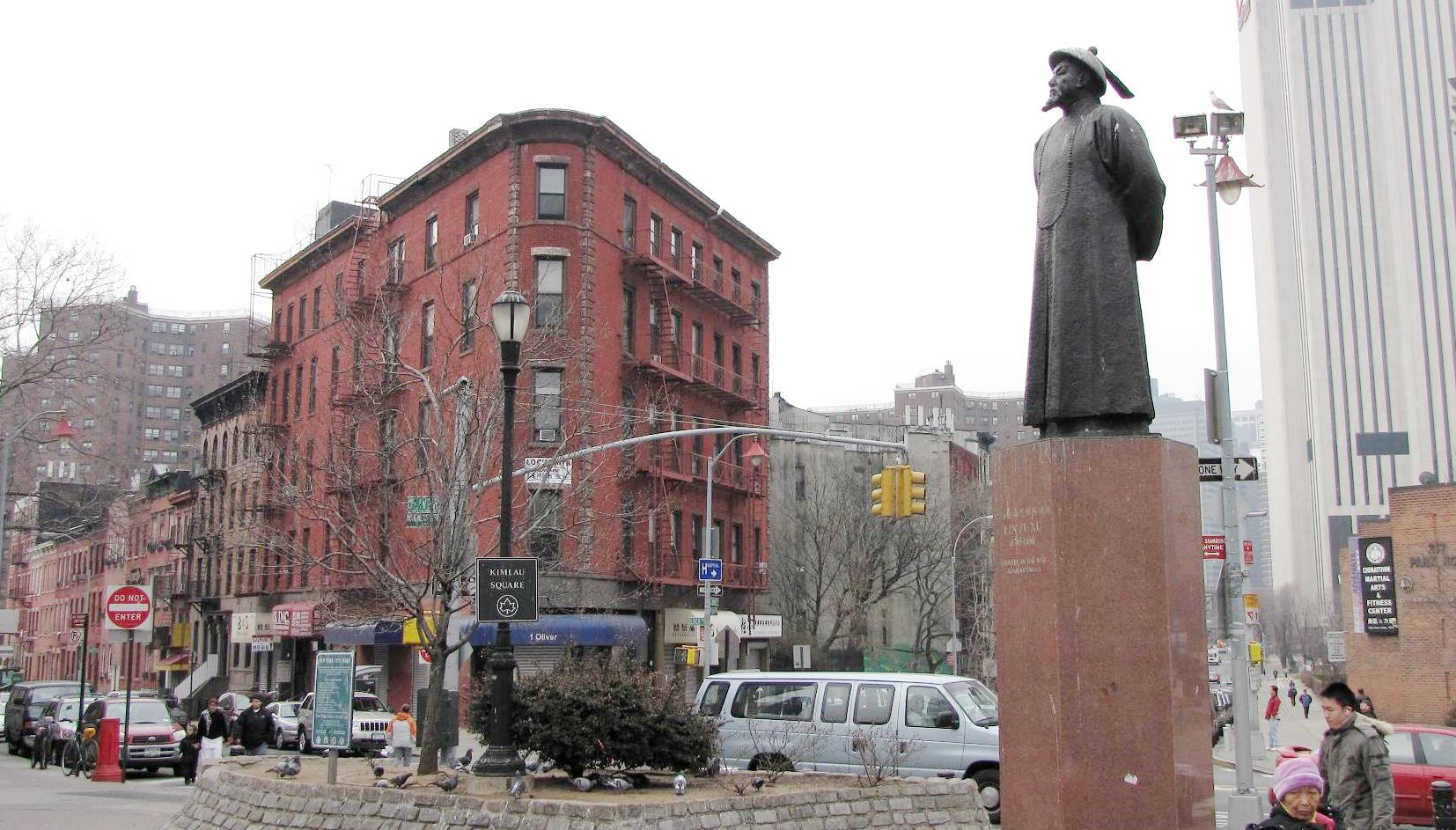
且林士果林则徐雕像

且林士果（英語：Chatham Square），又稱查塔姆廣場、查頓廣場，是纽约市曼哈顿华埠一个重要的交通路口，坐落在7条街道的汇合处：包厘街、东百老汇大街、珍珠街、勿街、窝夫街和柏路。

## 历史

且林士果，1905年

且林士果得名于美国革命之前的英国首相威廉·皮特，第一代查塔姆伯爵。下东城皮特街也以他命名，Park Row也曾经名为Chatham Street。
直到1820左右，且林士果作为一个大型露天商品和牲畜市场，主要是马匹市场。19世纪中叶，它成为纹身店、廉价旅馆和酒吧的集中地，为五点街区的一部分。在20世纪，大萧条和禁酒运动之后该地区发生变革。
金劳纪念牌坊（Kimlau Memorial Arch）由美国退伍军人协会竖立于1962年，纪念第二次世界大战期间在巴布亚新几内亚殉职的华裔美国陸軍航空軍軍官，26岁的飛行員本傑明·拉爾夫·金勞少尉（Benjamin Ralph Kimlau）。牌坊上有中国著名书法家和诗人于右任的书法。在广场上还有林则徐雕像。